# André Rieu/Diskografie
Diese Diskografie ist eine Übersicht über die musikalischen Werke des niederländischen Violinisten, Orchesterleiters, Arrangeurs und Musikproduzenten André Rieu. Den Quellenangaben zufolge hat er bisher mehr als 40 Millionen Tonträger verkauft, davon alleine in seiner Heimat über 1,6 Millionen. Seine erfolgreichste Veröffentlichung ist das Album Strauß & Co. mit über drei Millionen verkauften Einheiten.

## Alben

### Studioalben
| Jahr | Titel Interpretation                                                                            | Höchstplatzierung, Gesamtwochen, AuszeichnungChartplatzierungen (Jahr, Titel, Interpretation, Platzierungen, Wochen, Auszeichnungen, Anmerkungen) | Höchstplatzierung, Gesamtwochen, AuszeichnungChartplatzierungen (Jahr, Titel, Interpretation, Platzierungen, Wochen, Auszeichnungen, Anmerkungen) | Höchstplatzierung, Gesamtwochen, AuszeichnungChartplatzierungen (Jahr, Titel, Interpretation, Platzierungen, Wochen, Auszeichnungen, Anmerkungen) | Höchstplatzierung, Gesamtwochen, AuszeichnungChartplatzierungen (Jahr, Titel, Interpretation, Platzierungen, Wochen, Auszeichnungen, Anmerkungen) | Höchstplatzierung, Gesamtwochen, AuszeichnungChartplatzierungen (Jahr, Titel, Interpretation, Platzierungen, Wochen, Auszeichnungen, Anmerkungen) | Anmerkungen                                               |
| Jahr | Titel Interpretation                                                                            | DE | AT | CH | UK | NL | Anmerkungen                                               |
| ---- | ----------------------------------------------------------------------------------------------- | --- | --- | --- | --- | --- | --------------------------------------------------------- |
| 1989 | Hieringe Biete / Gala Evening Maastrichts Salon Orkest o.l.v. André Rieu                        | — | — | — | — | NL22 (7 Wo.)NL | Charteinstieg NL: 1992                                    |
| 1989 | Strauß Gala Andre Rieu & Johann Strauß Orchestra                                                | DE63 (17 Wo.)DE | — | — | — | NL9 Gold · (30 Wo.)NL | Charteinstieg NL: 1995 in Deutschland 1997 veröffentlicht |
| 1991 | Vrijthof Concert Maastrichts Salon Orkest o.l.v. André Rieu                                     | — | — | — | — | NL71 (5 Wo.)NL | Charteinstieg NL: 1995                                    |
| 1992 | D’n blauwen aovond                                                                              | — | — | — | — | NL16 (10 Wo.)NL | Charteinstieg NL: 1995                                    |
| 1994 | Strauß & Co.                                                                                    | DE4 Platin · (103 Wo.)DE | — | CH20 Platin · (2 Wo.)CH | — | NL1 ×7Siebenfachplatin · (88 Wo.)NL | auch als VHS erhältlich                                   |
| 1995 | Wiener Melange                                                                                  | DE19 Platin · (70 Wo.)DE | — | CH— GoldCH | — | NL1 ×2Doppelplatin · (44 Wo.)NL | auch als VHS erhältlich                                   |
| 1996 | André Rieu in Concert                                                                           | DE20 Platin · (66 Wo.)DE | — | — | — | NL5 Platin · (20 Wo.)NL |                                                           |
| 1998 | Romantic Moments                                                                                | DE6 Platin · (36 Wo.)DE | AT44 (5 Wo.)AT | CH17 Platin · (16 Wo.)CH | — | NL19 Gold · (18 Wo.)NL | auch als DVD und VHS erhältlich                           |
| 1999 | 100 Jahre Strauss                                                                               | DE3 Gold · (29 Wo.)DE | AT6 Gold · (12 Wo.)AT | CH3 Gold · (10 Wo.)CH | — | NL13 (23 Wo.)NL | auch als DVD und VHS erhältlich                           |
| 1999 | Fiesta! / Das Jahrtausendfest / Celebration!                                                    | DE3 Platin · (30 Wo.)DE | AT30 (3 Wo.)AT | CH8 Platin · (21 Wo.)CH | UK51 (3 Wo.)UK | NL9 Gold · (22 Wo.)NL | auch als VHS erhältlich                                   |
| 2000 | La vie est belle / Celebration                                                                  | DE6 Platin · (23 Wo.)DE | AT15 (10 Wo.)AT | CH12 Gold · (23 Wo.)CH | — | NL15 Gold · (19 Wo.)NL | auch als DVD und VHS erhältlich                           |
| 2001 | Musik zum Träumen / Dreaming / Dromen                                                           | DE7 Platin · (16 Wo.)DE | AT26 (12 Wo.)AT | CH13 Gold · (12 Wo.)CH | UK94 Silber · (1 Wo.)UK | NL8 Gold · (23 Wo.)NL | auch als DVD und VHS erhältlich                           |
| 2002 | Tour d’amour / Walzertraum                                                                      | DE8 Gold · (17 Wo.)DE | AT12 (20 Wo.)AT | CH35 Gold · (11 Wo.)CH | — | NL11 Gold · (21 Wo.)NL | auch als DVD und VHS erhältlich                           |
| 2003 | Romantic Paradise                                                                               | DE6 Gold · (19 Wo.)DE | AT12 (20 Wo.)AT | CH24 (16 Wo.)CH | — | NL10 (20 Wo.)NL | auch als Limited Edition und als DVD erhältlich           |
| 2005 | Aus meinem Herzen / Songs from My Heart                                                         | DE26 (17 Wo.)DE | AT43 (5 Wo.)AT | CH56 (12 Wo.)CH | — | NL33 (22 Wo.)NL | auch als Limited Edition und als DVD erhältlich           |
| 2006 | New York Memories                                                                               | DE13 (14 Wo.)DE | AT44 (4 Wo.)AT | CH51 (10 Wo.)CH | — | NL24 (24 Wo.)NL | auch als DVD erhältlich                                   |
| 2007 | Im Wunderland / In Wonderland                                                                   | DE14 (12 Wo.)DE | — | CH62 (4 Wo.)CH | — | NL29 (11 Wo.)NL | auch als DVD erhältlich                                   |
| 2008 | Ich tanze mit dir in den Himmel hinein / Dancing Through the Skies / Passionnément              | DE50 (11 Wo.)DE | — | — | — | NL99 (1 Wo.)NL | auch als DVD erhältlich                                   |
| 2009 | Ich hab mein Herz in Heidelberg verloren / You’ll Never Walk Alone                              | DE68 (6 Wo.)DE | — | — | — | NL80 (2 Wo.)NL | auch als DVD erhältlich                                   |
| 2010 | Rosen aus dem Süden / You Raise Me Up – Songs for Mum                                           | DE78 (5 Wo.)DE | — | — | UK38 Silber · (3 Wo.)UK | — |                                                           |
| 2010 | Always & Forever André Rieu & Mirusia Louwerse                                                  | — | — | — | — | NL34 (25 Wo.)NL | Erstveröffentlichung: 8. Oktober 2010                     |
| 2011 | Wiener Festwalzer / And the Waltz Goes On André Rieu & His Johann Strauß Orchestra              | — | AT74 (1 Wo.)AT | — | UK7 Gold · (13 Wo.)UK | NL63 (7 Wo.)NL | Erstveröffentlichung: 30. September 2011                  |
| 2012 | 25 Jahre Johann Strauß Orchester / Magic of the Movies André Rieu & His Johann Strauß Orchestra | DE31 (3 Wo.)DE | — | — | UK2 Platin · (28 Wo.)UK | — | Erstveröffentlichung: 2. Oktober 2012                     |
| 2013 | In Love with Maastricht                                                                         | — | — | — | UK53 (5 Wo.)UK | — | Erstveröffentlichung: 4. März 2013                        |
| 2013 | Rieu Royale                                                                                     | — | — | — | UK40 Silber · (16 Wo.)UK | NL3 Gold · (17 Wo.)NL | Erstveröffentlichung: 5. April 2013                       |
| 2013 | André Rieu Celebrates Abba / Music of the Night                                                 | DE42 (9 Wo.)DE | AT32 (4 Wo.)AT | CH67 (7 Wo.)CH | UK4 Gold · (12 Wo.)UK | NL24 (11 Wo.)NL | Erstveröffentlichung: 25. Oktober 2013                    |
| 2014 | Magic of the Musicals                                                                           | — | — | — | UK42 (5 Wo.)UK | NL35 (5 Wo.)NL | Erstveröffentlichung: 18. April 2014                      |
| 2014 | Love in Venice / Eine Nacht in Venedig                                                          | DE50 (4 Wo.)DE | — | CH98 (1 Wo.)CH | UK4 Gold · (16 Wo.)UK | NL15 (11 Wo.)NL | Erstveröffentlichung: 4. November 2014                    |
| 2015 | Magic of the Violin André Rieu & His Johann Strauß Orchestra                                    | — | — | — | UK36 (7 Wo.)UK | — | Erstveröffentlichung: 10. April 2015                      |
| 2015 | Roman Holiday / Arrivederci Roma André Rieu & His Johann Strauß Orchestra                       | — | — | — | UK8 Gold · (10 Wo.)UK | NL43 (6 Wo.)NL | Erstveröffentlichung: 13. November 2015                   |
| 2016 | Magic of the Waltz                                                                              | — | — | — | UK19 (5 Wo.)UK | — | Erstveröffentlichung: 15. April 2016                      |
| 2016 | Falling in Love                                                                                 | — | — | — | UK7 (14 Wo.)UK | — |                                                           |
| 2017 | Amore                                                                                           | — | — | CH82 (3 Wo.)CH | UK7 Gold · (12 Wo.)UK | NL72 (1 Wo.)NL | Erstveröffentlichung: 17. November 2017                   |
| 2018 | Romantic Moments II                                                                             | — | — | — | UK22 Silber · (7 Wo.)UK | NL6 (4 Wo.)NL | Erstveröffentlichung: 7. Dezember 2018                    |
| 2019 | Happy Days André Rieu & His Johann Strauß Orchestra                                             | DE60 (1 Wo.)DE | — | CH82 (1 Wo.)CH | UK6 Gold · (9 Wo.)UK | NL26 (2 Wo.)NL | Erstveröffentlichung: 22. November 2019                   |
| 2021 | Happy Together André Rieu & His Johann Strauß Orchestra                                         | DE63 (1 Wo.)DE | — | CH71 (1 Wo.)CH | UK5 Silber · (6 Wo.)UK | NL28 (4 Wo.)NL | Erstveröffentlichung: 19. November 2021                   |
| 2023 | Jewels of Romance André Rieu & His Johann Strauß Orchestra                                      | — | — | — | UK8 (6 Wo.)UK | — | Erstveröffentlichung: 17. November 2023                   |
| 2024 | The Sound of Heaven                                                                             | — | — | — | UK29 (3 Wo.)UK | NL51 (1 Wo.)NL | Erstveröffentlichung: 6. Dezember 2024                    |

### Livealben
| Jahr | Titel Interpretation                                  | Höchstplatzierung, Gesamtwochen, AuszeichnungChartplatzierungen (Jahr, Titel, Interpretation, Platzierungen, Wochen, Auszeichnungen, Anmerkungen) | Höchstplatzierung, Gesamtwochen, AuszeichnungChartplatzierungen (Jahr, Titel, Interpretation, Platzierungen, Wochen, Auszeichnungen, Anmerkungen) | Höchstplatzierung, Gesamtwochen, AuszeichnungChartplatzierungen (Jahr, Titel, Interpretation, Platzierungen, Wochen, Auszeichnungen, Anmerkungen) | Höchstplatzierung, Gesamtwochen, AuszeichnungChartplatzierungen (Jahr, Titel, Interpretation, Platzierungen, Wochen, Auszeichnungen, Anmerkungen) | Höchstplatzierung, Gesamtwochen, AuszeichnungChartplatzierungen (Jahr, Titel, Interpretation, Platzierungen, Wochen, Auszeichnungen, Anmerkungen) | Anmerkungen                                                                              |
| Jahr | Titel Interpretation                                  | DE | AT | CH | UK | NL | Anmerkungen                                                                              |
| ---- | ----------------------------------------------------- | --- | --- | --- | --- | --- | ---------------------------------------------------------------------------------------- |
| 2004 | Der Fliegende Holländer / The Flying Dutchman         | DE17 Gold · (18 Wo.)DE | AT21 (14 Wo.)AT | CH27 (16 Wo.)CH | — | NL38 (17 Wo.)NL | Live-Aufnahmen von einem Konzert im Parkstad-Stadion in Kerkrade auch als DVD erhältlich |
| 2006 | Andre Rieu at Schönbrunn                              | DE91 (1 Wo.)DE | — | — | — | — | auch als Blu-Ray und DVD erhältlich                                                      |
| 2009 | Live in Australia                                     | — | — | — | — | NL97 (1 Wo.)NL |                                                                                          |
| 2016 | Viva Olympia André Rieu & His Johann Strauß Orchestra | — | — | — | UK42 (3 Wo.)UK | — | Erstveröffentlichung: 5. August 2016                                                     |

### Kompilationen
| Jahr | Titel Interpretation                                          | Höchstplatzierung, Gesamtwochen, AuszeichnungChartplatzierungen (Jahr, Titel, Interpretation, Platzierungen, Wochen, Auszeichnungen, Anmerkungen) | Höchstplatzierung, Gesamtwochen, AuszeichnungChartplatzierungen (Jahr, Titel, Interpretation, Platzierungen, Wochen, Auszeichnungen, Anmerkungen) | Höchstplatzierung, Gesamtwochen, AuszeichnungChartplatzierungen (Jahr, Titel, Interpretation, Platzierungen, Wochen, Auszeichnungen, Anmerkungen) | Höchstplatzierung, Gesamtwochen, AuszeichnungChartplatzierungen (Jahr, Titel, Interpretation, Platzierungen, Wochen, Auszeichnungen, Anmerkungen) | Höchstplatzierung, Gesamtwochen, AuszeichnungChartplatzierungen (Jahr, Titel, Interpretation, Platzierungen, Wochen, Auszeichnungen, Anmerkungen) | Anmerkungen                              |
| Jahr | Titel Interpretation                                          | DE | AT | CH | UK | NL | Anmerkungen                              |
| ---- | ------------------------------------------------------------- | --- | --- | --- | --- | --- | ---------------------------------------- |
| 1995 | Hieringe Biete 1&2 Maastrichts Salon Orkest o.l.v. André Rieu | — | — | — | — | NL7 (19 Wo.)NL |                                          |
| 1995 | Live – Het best van André Rieu                                | — | — | — | — | NL48 (19 Wo.)NL |                                          |
| 2009 | Forever Vienna                                                | — | — | — | UK2 Platin · (25 Wo.)UK | — |                                          |
| 2010 | Moonlight Serenade                                            | — | — | — | UK4 Platin · (30 Wo.)UK | NL100 (1 Wo.)NL | André Rieu & His Johann Strauß Orchestra |
| 2011 | Waltzing in Europe                                            | — | — | — | UK63 (3 Wo.)UK | — |                                          |
| 2012 | December Lights                                               | — | — | — | UK53 Silber · (10 Wo.)UK | NL24 (6 Wo.)NL |                                          |
| 2013 | Celebrates Christmas & New Year                               | — | — | — | UK91 (1 Wo.)UK | — |                                          |
| 2013 | The Christmas Collection                                      | — | — | — | — | NL92 (1 Wo.)NL |                                          |
| 2014 | Love Letters                                                  | — | — | — | UK35 (8 Wo.)UK | — |                                          |
| 2014 | Best of Christmas André Rieu & His Johann Strauß Orchestra    | — | — | CH95 (3 Wo.)CH | UK83 (2 Wo.)UK | — | Erstveröffentlichung: 5. Dezember 2014   |
| 2019 | My Music My World – The Very Best of                          | DE75 (1 Wo.)DE | — | — | — | — | Erstveröffentlichung: 23. August 2019    |

Weitere Kompilationen
- 1995: Live (NL: Gold)
- 1998: Doppel Gold Andre Rieu
- 2008: 100 Greatest Moments
- 2009: Live: Walzer, Volkslieder + Weihnachtszauber

### Weihnachtsalben
| Jahr | Titel Interpretation                                                          | Höchstplatzierung, Gesamtwochen, AuszeichnungChartplatzierungen (Jahr, Titel, Interpretation, Platzierungen, Wochen, Auszeichnungen, Anmerkungen) | Höchstplatzierung, Gesamtwochen, AuszeichnungChartplatzierungen (Jahr, Titel, Interpretation, Platzierungen, Wochen, Auszeichnungen, Anmerkungen) | Höchstplatzierung, Gesamtwochen, AuszeichnungChartplatzierungen (Jahr, Titel, Interpretation, Platzierungen, Wochen, Auszeichnungen, Anmerkungen) | Höchstplatzierung, Gesamtwochen, AuszeichnungChartplatzierungen (Jahr, Titel, Interpretation, Platzierungen, Wochen, Auszeichnungen, Anmerkungen) | Höchstplatzierung, Gesamtwochen, AuszeichnungChartplatzierungen (Jahr, Titel, Interpretation, Platzierungen, Wochen, Auszeichnungen, Anmerkungen) | Anmerkungen                             |
| Jahr | Titel Interpretation                                                          | DE | AT | CH | UK | NL | Anmerkungen                             |
| ---- | ----------------------------------------------------------------------------- | --- | --- | --- | --- | --- | --------------------------------------- |
| 1992 | Merry Christmas                                                               | — | — | — | — | NL34 Gold · (8 Wo.)NL | Charteinstieg NL: 1994                  |
| 1996 | Spielt Die Schönsten Weihnachtslieder                                         | DE98 (1 Wo.)DE | — | — | — | — |                                         |
| 1997 | Mein Weihnachtstraum / Stille Nacht                                           | DE6 Platin · (10 Wo.)DE | — | — | — | NL18 Gold · (6 Wo.)NL | auch als DVD und VHS erhältlich         |
| 2005 | Weihnachten rund um die Welt / Christmas Around the World                     | DE20 (5 Wo.)DE | AT62 (2 Wo.)AT | CH34 (5 Wo.)CH | — | NL60 (1 Wo.)NL | auch als DVD erhältlich                 |
| 2020 | Fröhliche Winterzeit / Jolly Holiday André Rieu & His Johann Strauß Orchestra | DE18 (6 Wo.)DE | — | CH94 (1 Wo.)CH | UK6 Silber · (7 Wo.)UK | NL7 (6 Wo.)NL | Erstveröffentlichung: 13. November 2020 |
| 2022 | Silver Bells André Rieu & His Johann Strauß Orchestra                         | — | — | — | UK4 (6 Wo.)UK | NL48 (1 Wo.)NL | Erstveröffentlichung: 18. November 2022 |

## Singles
| Jahr | Titel Musiklabel                                                 | Höchstplatzierung, Gesamtwochen, AuszeichnungChartsChartplatzierungen (Jahr, Titel, Musiklabel, Platzierungen, Wochen, Auszeichnungen, Anmerkungen) | Anmerkungen                                                                 |
| Jahr | Titel Musiklabel                                                 | NL | Anmerkungen                                                                 |
| ---- | ---------------------------------------------------------------- | --- | --------------------------------------------------------------------------- |
| 1993 | Hieringe Biete – Live Maastrichts Salon Orkest o.l.v. André Rieu | NL34 (3 Wo.)NL |                                                                             |
| 1994 | The Second Waltz                                                 | NL4 (28 Wo.)NL | Walzer Nr. 2 aus der Suite für Varieté-Orchester von Dmitri Schostakowitsch |
| 1995 | Geen house maar Strauß                                           | NL6 (10 Wo.)NL |                                                                             |
| 1995 | Strauß Party                                                     | NL25 (3 Wo.)NL |                                                                             |

## Videoalben
| Jahr | Titel                                                           | Höchstplatzierung, Gesamtwochen, AuszeichnungChartplatzierungen (Jahr, Titel, Platzierungen, Wochen, Auszeichnungen, Anmerkungen) | Höchstplatzierung, Gesamtwochen, AuszeichnungChartplatzierungen (Jahr, Titel, Platzierungen, Wochen, Auszeichnungen, Anmerkungen) | Höchstplatzierung, Gesamtwochen, AuszeichnungChartplatzierungen (Jahr, Titel, Platzierungen, Wochen, Auszeichnungen, Anmerkungen) | Höchstplatzierung, Gesamtwochen, AuszeichnungChartplatzierungen (Jahr, Titel, Platzierungen, Wochen, Auszeichnungen, Anmerkungen) | Höchstplatzierung, Gesamtwochen, AuszeichnungChartplatzierungen (Jahr, Titel, Platzierungen, Wochen, Auszeichnungen, Anmerkungen) | Anmerkungen                                                            |
| Jahr | Titel                                                           | DE | AT | CH | UK | NL | Anmerkungen                                                            |
| ---- | --------------------------------------------------------------- | --- | --- | --- | --- | --- | ---------------------------------------------------------------------- |
| 2001 | Live at the Royal Albert Hall                                   | — | — | — | UK8 (… Wo.)UK | NL22 (2 Wo.)NL | Erstveröffentlichung: 2001                                             |
| 2004 | Royal Dreams – The Best of Live in Concert                      | — | — | — | UK13 (… Wo.)UK | NL8 (1 Wo.)NL | Erstveröffentlichung: 2004                                             |
| 2005 | Aus meinem Herzen / Songs from My Heart                         | — | — | — | UK1 Gold · (68 Wo.)UK | NL1 (63 Wo.)NL | Erstveröffentlichung: 2005                                             |
| 2005 | Live in Vienna                                                  | — | — | — | UK2 (163 Wo.)UK | NL11 (37 Wo.)NL | Erstveröffentlichung: 2005                                             |
| 2005 | Weihnachten rund um die Welt / Christmas Around the World       | — | — | — | UK2 Gold · (48 Wo.)UK | NL9 (21 Wo.)NL | Erstveröffentlichung: 2005                                             |
| 2006 | New York Memories                                               | — | — | — | UK1 Platin · (38 Wo.)UK | NL2 (57 Wo.)NL | Erstveröffentlichung: 2006                                             |
| 2006 | Andre Rieu at Schönbrunn                                        | — | — | — | UK2 Platin · (… Wo.)UK | NL2 (43 Wo.)NL | Erstveröffentlichung: 2006                                             |
| 2007 | Andre Rieu im Wunderland / In Wonderland                        | — | — | — | UK1 Gold · (… Wo.)UK | NL2 Gold · (40 Wo.)NL | Erstveröffentlichung: 7. Dezember 2007                                 |
| 2008 | Best of                                                         | — | — | — | — | NL5 (36 Wo.)NL | Erstveröffentlichung: 2008                                             |
| 2008 | The 100 Greatest Moments                                        | — | — | CH8 (2 Wo.)CH | — | — | Erstveröffentlichung: 2. Dezember 2008                                 |
| 2008 | Live in Australia                                               | — | — | CH8 (2 Wo.)CH | — | — | Erstveröffentlichung: 11. Dezember 2008                                |
| 2011 | The Last Rose: Live in Dublin                                   | — | — | — | UK1 Platin · (185 Wo.)UK | — | Erstveröffentlichung: 14. März 2011                                    |
| 2011 | Under the Stars – Live in Maastricht V                          | — | — | — | UK1 Platin · (204 Wo.)UK | NL1 (54 Wo.)NL | Erstveröffentlichung: 2011                                             |
| 2011 | Fiesta Mexicana!                                                | — | — | — | UK1 Platin · (86 Wo.)UK | NL1 (29 Wo.)NL | Erstveröffentlichung: 2011                                             |
| 2012 | Live in Maastricht 2012 / 25 Jahre Johann Strauss Orchestra     | — | — | CH6 (3 Wo.)CH | — | — | Erstveröffentlichung: 4. Oktober 2012                                  |
| 2012 | Home for Christmas                                              | — | — | — | UK1 (130 Wo.)UK | NL1 (20 Wo.)NL | Erstveröffentlichung: 11. Dezember 2012                                |
| 2013 | Happy Birthday!                                                 | — | — | — | UK1 Platin · (213 Wo.)UK | NL1 (56 Wo.)NL | Erstveröffentlichung: 11. Februar 2013                                 |
| 2013 | Live in Brazil                                                  | — | — | — | UK1 Gold · (… Wo.)UK | NL1 (56 Wo.)NL | Erstveröffentlichung: 18. April 2013                                   |
| 2013 | Rieu Royale / Coronation Concert Live                           | — | — | — | UK1 Gold · (94 Wo.)UK | NL1 (46 Wo.)NL | Erstveröffentlichung: 7. Juni 2013                                     |
| 2013 | André & Friends: Live in Maastricht                             | — | — | — | UK1 Gold · (282 Wo.)UK | NL2 Gold · (36 Wo.)NL | Erstveröffentlichung: 2. November 2013                                 |
| 2014 | Magic of the Musicals                                           | — | — | — | UK2 Gold · (272 Wo.)UK | — | Erstveröffentlichung: 23. Mai 2014                                     |
| 2014 | Love in Venice                                                  | — | — | — | UK4 (115 Wo.)UK | — | Erstveröffentlichung: 4. November 2014                                 |
| 2015 | The DVD-Collection-Box                                          | — | — | — | UK12 (21 Wo.)UK | — | Erstveröffentlichung: 2. März 2015                                     |
| 2015 | Wonderful World – Live in Maastricht                            | — | — | CH7 (1 Wo.)CH | UK1 Gold · (139 Wo.)UK | — | Erstveröffentlichung: 13. November 2015                                |
| 2016 | Falling in Love                                                 | — | — | — | UK1 (75 Wo.)UK | — | Erstveröffentlichung: 14. Oktober 2016                                 |
| 2016 | Christmas in London                                             | — | — | — | UK3 (101 Wo.)UK | — | Erstveröffentlichung: 2. Dezember 2016                                 |
| 2017 | The Magic of Maastricht – 30 Years                              | — | — | CH5 (3 Wo.)CH | UK1 Gold · (153 Wo.)UK | — | Erstveröffentlichung: 2017                                             |
| 2019 | Love in Maastricht / Eine romantische Sommernacht in Maastricht | DE79 (1 Wo.)DE | — | CH6 (3 Wo.)CH | UK1 (97 Wo.)UK | — | Erstveröffentlichung: 22. März 2019 in DE in den Albumcharts platziert |
| 2019 | Welcome to My World 2                                           | — | — | CH3 (4 Wo.)CH | UK4 (32 Wo.)UK | — | Erstveröffentlichung: 26. Juli 2019                                    |
| 2019 | Christmas Down Under: Live from Sydney                          | — | — | — | UK5 (17 Wo.)UK | — | Erstveröffentlichung: 29. November 2019                                |
| 2020 | Shall We Dance?                                                 | — | — | CH5 (1 Wo.)CH | UK1 (59 Wo.)UK | — | Erstveröffentlichung: 13. März 2020                                    |
| 2021 | Magical Maastricht                                              | — | — | — | UK1 (88 Wo.)UK | — | Erstveröffentlichung: 28. Mai 2021                                     |
| 2022 | Welcome to My World 3                                           | — | — | — | UK1 (32 Wo.)UK | — | Erstveröffentlichung: 15. April 2022                                   |
| 2023 | Happy Days Are Here Again                                       | — | — | — | UK1 (55 Wo.)UK | — | Erstveröffentlichung: 14. April 2023                                   |
| 2024 | Love is All Around                                              | — | — | — | UK1 (… Wo.)UK | — | Erstveröffentlichung: 12. April 2024                                   |

Weitere Videoalben
- 2001: La vie est belle (Waldbühne Berlin – Livekonzert)
- 2005: Andre Rieu: Golden Classics
- 2005: Andre Rieu: World Tour Concert
- 2007: Andre Rieu: The Best of Live
- 2007: Andre Rieu: On His Way to New York
- 2008: Live in Maastricht II
- 2009: Live in Maastricht III
- 2009: Live in Heidelberg (Ich hab’ mein Herz in Heidelberg verloren).
- 2010: Live in Maastricht IV (A Midsummer Night’s Dream)
- 2010: Andre Rieu: Rosen aus dem Süden
- 2011: And the Waltz goes On (Live in Wien) (Blu-Ray)

### Boxsets
| Jahr | Titel Interpretation    | Höchstplatzierung, Gesamtwochen, AuszeichnungChartplatzierungen (Jahr, Titel, Interpretation, Platzierungen, Wochen, Auszeichnungen, Anmerkungen) | Höchstplatzierung, Gesamtwochen, AuszeichnungChartplatzierungen (Jahr, Titel, Interpretation, Platzierungen, Wochen, Auszeichnungen, Anmerkungen) | Höchstplatzierung, Gesamtwochen, AuszeichnungChartplatzierungen (Jahr, Titel, Interpretation, Platzierungen, Wochen, Auszeichnungen, Anmerkungen) | Höchstplatzierung, Gesamtwochen, AuszeichnungChartplatzierungen (Jahr, Titel, Interpretation, Platzierungen, Wochen, Auszeichnungen, Anmerkungen) | Höchstplatzierung, Gesamtwochen, AuszeichnungChartplatzierungen (Jahr, Titel, Interpretation, Platzierungen, Wochen, Auszeichnungen, Anmerkungen) | Anmerkungen                                            |
| Jahr | Titel Interpretation    | DE | AT | CH | UK | NL | Anmerkungen                                            |
| ---- | ----------------------- | --- | --- | --- | --- | --- | ------------------------------------------------------ |
| 2008 | Top 100                 | — | — | — | — | NL11 (47 Wo.)NL | 5-fach-CD-Compilation                                  |
| 2010 | In Concert              | — | — | — | UK43 (2 Wo.)UK | — | enthält die Alben Live in Australia und Live in Sydney |
| 2013 | Classic Album Selection | — | — | — | — | NL98 (1 Wo.)NL | Erstveröffentlichung: 15. April 2013                   |

Weitere Boxsets
- 2003: Andre Rieu – The Collectors Box
- 2014: Symphonic Maestro

## Statistik

### Chartauswertung
|                     | DE     | AT     | CH     | UK     | NL     |
| ------------------- | ------ | ------ | ------ | ------ | ------ |
| Nummer-eins-Alben   | DE—DE  | AT—AT  | CH—CH  | UK—UK  | NL2NL  |
| Top-10-Alben        | DE9DE  | AT1AT  | CH2CH  | UK14UK | NL11NL |
| Alben in den Charts | DE30DE | AT13AT | CH20CH | UK31UK | NL44NL |

|                       | NL    |
| --------------------- | ----- |
| Nummer-eins-Singles   | NL—NL |
| Top-10-Singles        | NL2NL |
| Singles in den Charts | NL4NL |

|                          | DE    | AT    | CH    | UK     | NL     |
| ------------------------ | ----- | ----- | ----- | ------ | ------ |
| Nummer-eins-Videoalben   | DE—DE | AT—AT | CH—CH | UK20UK | NL7NL  |
| Top-10-Videoalben        | DE—DE | AT—AT | CH8CH | UK29UK | NL14NL |
| Videoalben in den Charts | DE—DE | AT—AT | CH8CH | UK31UK | NL16NL |

### Auszeichnungen für Musikverkäufe
| Land/RegionAuszeichnungen für Musikverkäufe (Land/Region, Auszeichnungen, Verkäufe, Quellen) | Silber       | Gold         | Platin         | Diamant  | Verkäufe    | Quellen |
| -------------------------------------------------------------------------------------------- | ------------ | ------------ | -------------- | -------- | ----------- | --- |
| Argentinien (CAPIF)                                                                          | —            | Gold1        | 3× Platin3     | —        | 106.000     | capif.org.ar (Memento vom 6. Juli 2011 im Internet Archive) AR2 (Memento vom 31. Mai 2011 im Internet Archive) |
| Australien (ARIA)                                                                            | —            | 14× Gold14   | 100× Platin100 | —        | 1.667.500   | aria.com.au |
| Belgien (BRMA)                                                                               | —            | 10× Gold10   | 3× Platin3     | —        | 370.000     | ultratop.be |
| Brasilien (PMB)                                                                              | —            | 10× Gold10   | 11× Platin11   | —        | 580.000     | pro-musicabr.org.br                                                                                            |
| Chile (IFPI)                                                                                 | —            | —            | 2× Platin2     | —        | 92.000      | Einzelnachweise                                                                                                |
| Deutschland (BVMI)                                                                           | —            | 4× Gold4     | 8× Platin8     | —        | 4.200.000   | musikindustrie.de                                                                                              |
| Europa (IFPI)                                                                                | —            | —            | 7× Platin7     | —        | (7.000.000) | ifpi.org (Memento vom 1. Januar 2014 im Internet Archive)                                                      |
| Frankreich (SNEP)                                                                            | —            | 11× Gold11   | 25× Platin25   | Diamant1 | 3.427.500   | infodisc.fr snepmusique.com                                                                                    |
| Irland (IRMA)                                                                                | —            | 4× Gold4     | —              | —        | 30.000      | irishcharts.ie                                                                                                 |
| Kanada (MC)                                                                                  | —            | 7× Gold7     | 3× Platin3     | —        | 155.000     | musiccanada.com                                                                                                |
| Neuseeland (RMNZ)                                                                            | —            | 10× Gold10   | 30× Platin30   | —        | 190.000     | aotearoamusiccharts.co.nz NZ2 (Memento vom 12. August 2011 im Internet Archive)                                |
| Niederlande (NVPI)                                                                           | —            | 15× Gold15   | 10× Platin10   | —        | 1.615.000   | nvpi.nl |
| Österreich (IFPI)                                                                            | —            | Gold1        | —              | —        | 25.000      | Einzelnachweise                                                                                                |
| Peru (UNIMPRO)                                                                               | —            | Gold1        | —              | —        | 3.000       | Einzelnachweise                                                                                                |
| Polen (ZPAV)                                                                                 | —            | 2× Gold2     | —              | —        | 20.000      | olis.pl |
| Portugal (AFP)                                                                               | —            | 3× Gold3     | 5× Platin5     | —        | 100.000     | Einzelnachweise                                                                                                |
| Schweiz (IFPI)                                                                               | —            | 5× Gold5     | 4× Platin4     | —        | 315.000     | hitparade.ch                                                                                                   |
| Spanien (Promusicae)                                                                         | —            | —            | 3× Platin3     | —        | 300.000     | elportaldemusica.es                                                                                            |
| Vereinigtes Königreich (BPI)                                                                 | 10× Silber10 | 18× Gold18   | 13× Platin13   | —        | 2.975.000   | bpi.co.uk |
| Insgesamt                                                                                    | 10× Silber10 | 116× Gold116 | 227× Platin227 | Diamant1 |             | |